# Peter Jason
Peter Jason, geboren als Peter Edward Ostling, (Hollywood (Californië), 22 juli 1944 – West Hollywood (Californië), 20 februari 2025) was een Amerikaans acteur.

## Carrière
Jason begon in 1967 met acteren in de film A Bell for Adano, waarna hij in nog meer dan 260 films en televisieseries heeft gespeeld. Hij heeft in 12 films van Walter Hill en 7 films van John Carpenter gespeeld, hiernaast speelde hij ook in meer dan 100 tv-commercials en toneelstukken.
Jason overleed op 20 februari 2025 op 80-jarige leeftijd.

## Filmografie

### Films
Selectie:
- 2019 Deadwood: The Movie - als Con Stapleton
- 2018 The Other Side of the Wind - als Grover
- 2018 Jurassic World: Fallen Kingdom - als senator Sherwood
- 2016 Hail, Caesar! - als regisseur
- 2010 Locked In - als Super Ray
- 2009 The Golden Door - als John O'Shea
- 2008 Milk - als Alan Baird
- 2007 Moving McAllister - als mr. Robinson
- 2004 Surviving Christmas - als Suit
- 2004 Employee of the Month - als Bill Gartin
- 2003 Seabiscuit - als verslaggever Max
- 2002 Adaptation. - als advocaat
- 2001 Ghosts of Mars - als McSimms
- 1997 Dante's Peak - als Norman Gates
- 1996 The Glimmer Man - als vader van Millie
- 1996 Escape from L.A. - als sergeant
- 1995 Wild Bill - als Dave McCandless
- 1995 Mortal Kombat - als Master Boyd
- 1995 Congo - als mr. Janus
- 1995 Village of the Damned - als Ben Blum
- 1994 In the Mouth of Madness - als mr. Paul
- 1990 Marked for Death - als Pete Stone
- 1990 The Hunt for Red October - als commandant van USS Reuben James
- 1988 They Live - als Gilbert
- 1988 Red Heat – als TV Announcer
- 1985 Brewster's Millions - als Chuck Fleming
- 1984 Oxford Blues - als mr. De Angelo
- 1984 The Karate Kid - als voetbalcoach
- 1982 48 Hrs. - als cowboy barkeeper
- 1981 Mommie Dearest - als manager van Pepsi
- 1980 The Long Riders - als Pinkerton
- 1970 Rio Lobo - als Forsythe

### Televisieseries
Selectie:
- 2017-2019 Baskets - als oom Jim - 4 afl.
- 2013 Arrested Development - als Storage Dave - 3 afl.
- 2013 1600 Penn - als generaal Harrigan - 3 afl.
- 2004-2006 Deadwood - als Con Stapleton - 26 afl.
- 2000-2001 Titus - als Ridge - 2 afl.
- 1999 Batman of the Future - als coach Creagar (stem) - 2 afl.
- 1998-1999 Nash Bridges - als Frank - 3 afl.
- 1997-1998 Mike Hammer, Private Eye - als Skip Gleason - 26 afl.
- 1978 One Day at a Time - als Cam Randolph - 2 afl.

### Computerspellen
- 2013 Lightning Returns: Final Fantasy XIII - als stem
- 2011 Gears of War 3 - als Dizzy / kapitein Michaelson
- 2008 Gears of War 2 - als Dizzy / Hanley
- 2005 Darkwatch: Curse of the West - als verteller
- 1998 Fallout 2: A Post-Nuclear Role-Playing Game - als drilsergeant
- 1997 Wing Commander: Prophecy - als kapitein Daniel Wilford
- 1996 Wing Commander IV: The Price of Freedom - als vice-admiraal Daniel Wilford

- Biblioteca Nacional de España: XX1545585
- International Standard Name Identifier: 0000 0001 1476 9310
- Library of Congress Control Number: no2004034839
- Virtual International Authority File: 87274723
- WorldCat: E39PBJdcCyJMvtWYqmdT4Vb8G3